# حكومة خراسان المستقلة 1921
حكومة خراسان المتمتعة بالحكم الذاتي دولة عسكرية قصيرة العمر أقيمت في ما يعرف الآن بإيران .تم تأسيسها رسميا في 2 أبريل 1921 وانهارت بعد بضعة أشهر ، في 6 أكتوبر 1921. كانت المساحة التي تديرها الدولة حوالي 388.332 كيلومتر مربع وعاصمتها مدينة مشهد.